# リュージュ

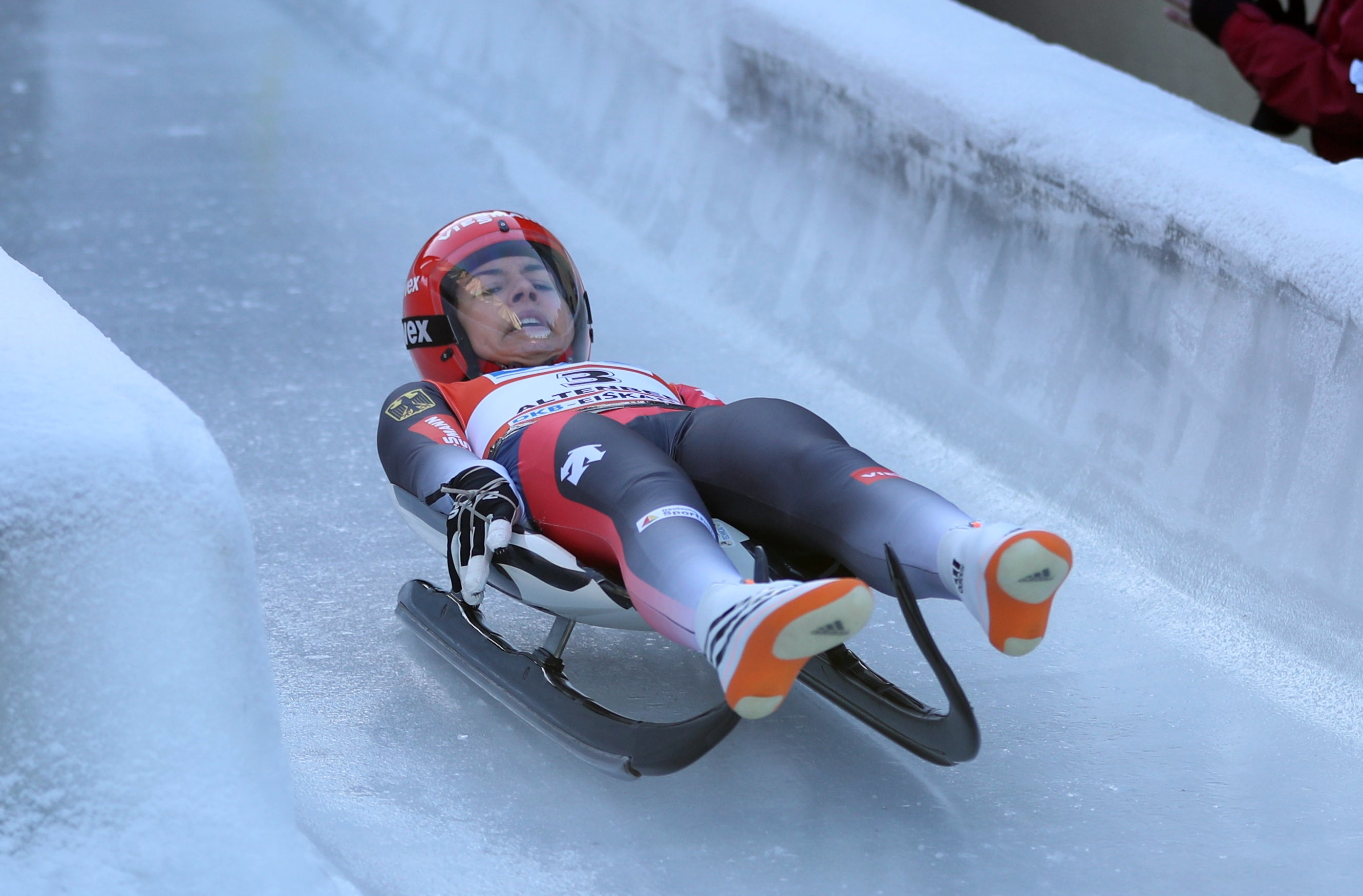
リュージュの滑走姿勢

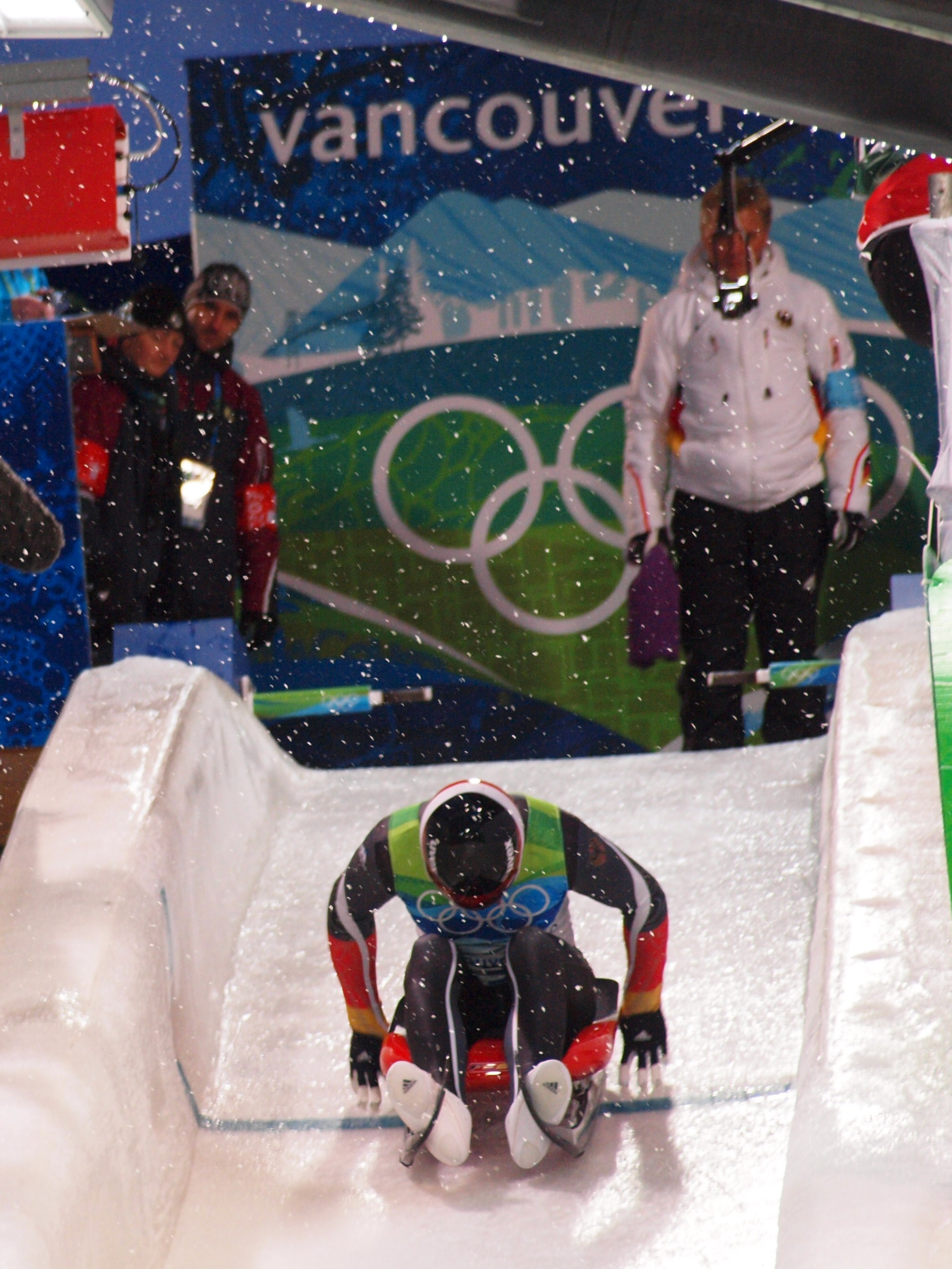
リュージュのスタート

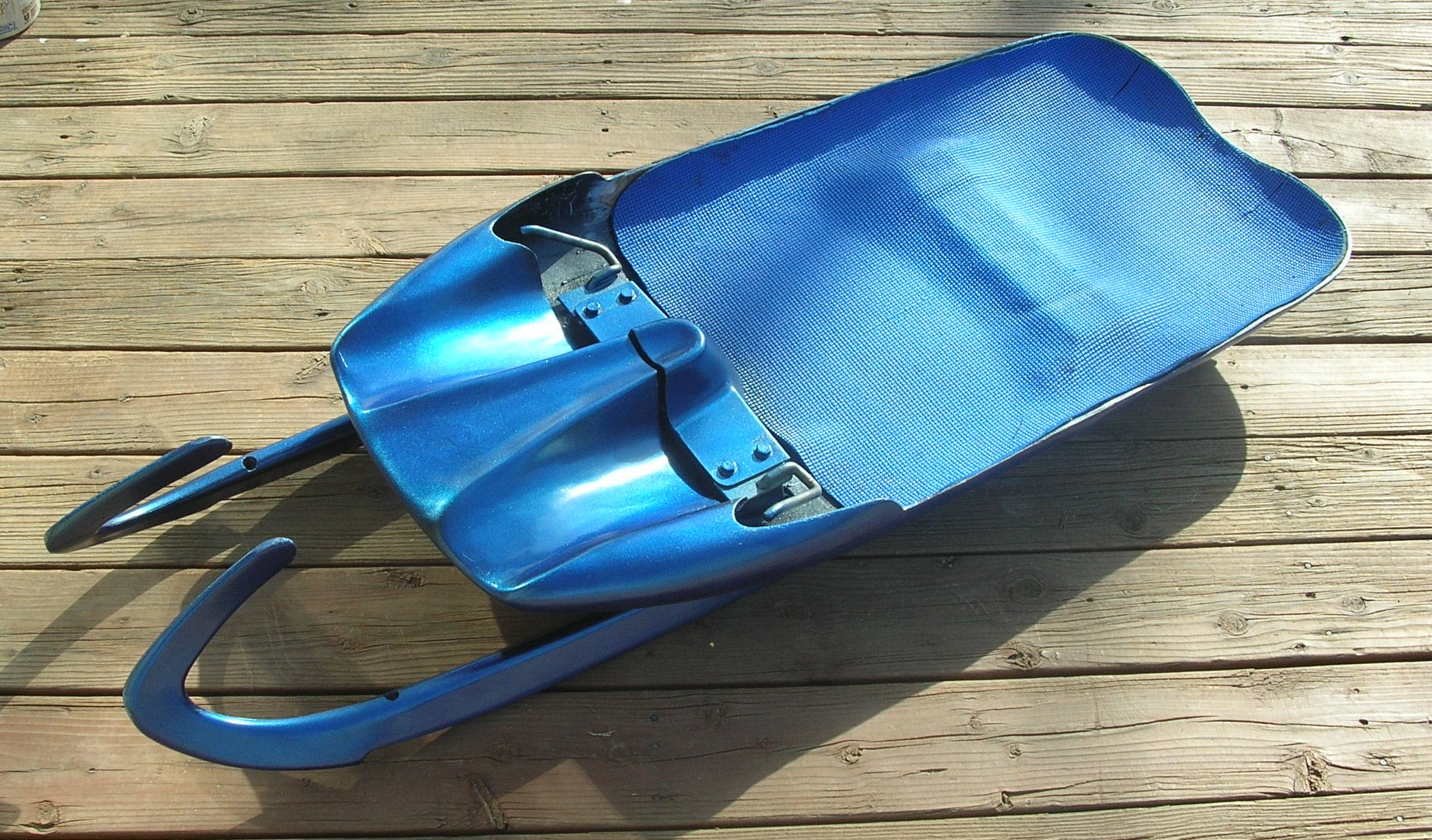
リュージュで使うそり

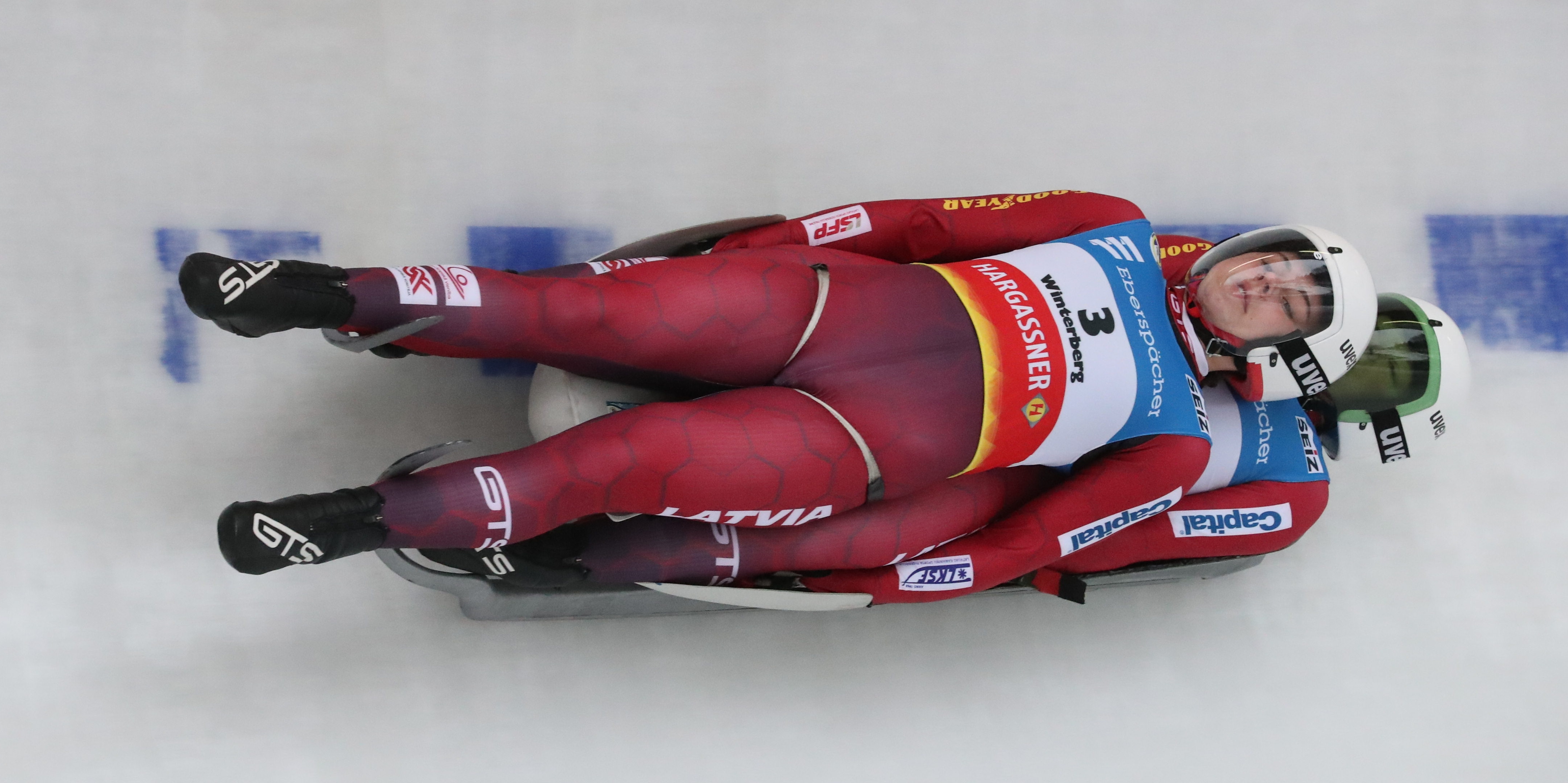
2人乗りリュージュ

リュージュ（Luge）は、そりの前方に足を乗せる状態で仰向けに乗って氷上を滑る速さを競うウィンタースポーツ。トボガンと呼ぶことがある。元はフランス語で「木製のそり」の意味。1964年からオリンピックの正式種目として採用される。

## 概要
冬季オリンピック正式種目の一つである。競技は男子1人乗り、女子1人乗り、2人乗りの3種目がある（2人乗りは性別を問わない）。さらに2022年北京オリンピックからはチームリレーが追加された。
競技用のそりは、座席に相当するシャーレと呼ばれる部分、滑走面に相当するシーネ（刃）が付いたクーヘと呼ばれる部分、この二つを繋げるブリッジから構成される。ブレーキやハンドルはなく、シャーレの上で仰向けに寝て水平なフォームを保ちながら、クーヘを足首で挟み、これを内側へ押し込みながら操縦する。
そりの重量は1人乗りが21kg～25kg、2人乗りが25kg～30kgで、選手の体重に規制はないが、男子は13kg以下、女子は10kg以下の重りをつけることが許されている。
足先を進行方向とし、そりに仰向けに乗り、スタート地点にコースの両サイドに設置されたグリップを握り、そり全体を前後に振る反動で進行方向に飛び出してスタートする。スタート直後に、加速レーン内で指先にスパイクのついた手袋で氷をひっかいてスピードを上げる。空気抵抗を少なくするため、足首の微妙な操縦以外滑走中はほとんど姿勢を変えることがない。最高速度は120km/h以上で、1/1000秒までタイムを測定する。1人乗り・2人乗りとも1日で2回の滑走を行い、合計タイムで順位を決めるが、オリンピックに限り、1人乗りは2日間に分けて計4回滑走する。コースの長さは、1998年長野オリンピックの時は約1200～1300mだった。
この種目でのオリンピックにおける日本人選手の最高成績は、1972年札幌オリンピックでの荒井理・小林政敏組の4位（男子二人乗り）。さらに同大会では女子一人乗りの大高優子が5位に入賞している。
冬季オリンピックでは同競技で今まで2例の死亡例が報告されており、1例目は1964年開催のインスブルックオリンピックの練習中にイギリスの男子選手が、2例目は2010年2月12日バンクーバーオリンピックの公式練習でグルジアの男子選手が死亡している。
レジャー用のものは体をやや起こして前方を見渡せるようしてあり、手で操縦ができるようハンドルがついてるものもある。また、オールシーズン用に滑走面にローラーを使用したものもある。